# كارلوس أنطونيو ريبيرو دي أوليفيرا
كارلوس أنطونيو ريبيرو دي أوليفيرا (3 أبريل 1990 في البرازيل - ) هو لاعب كرة قدم برازيلي في مركز الدفاع. لعب مع نادي فاسكو دا غاما ونادي أولاريا أتلتيكو.